# Mario Simioni
Mario Simioni (Toronto, 1º aprile 1963) è un allenatore di hockey su ghiaccio ed ex hockeista su ghiaccio canadese naturalizzato italiano.

## Carriera

### Club
Mario Simioni iniziò la propria carriera in patria nella Ontario Hockey League, giocando per tre anni con i Toronto Marlboros. In occasione dell'NHL Entry Draft 1981 fu scelto al quinto giro dai Calgary Flames. Divenuto professionista nel 1983 Simioni nelle due stagioni successive militò in alcune leghe minori nordamericane, Central Hockey League, International Hockey League e American Hockey League.
Nel 1985 si trasferì nella Serie A italiana andando a vestire la maglia dell'Asiago. Al termine della prima stagione raggiunse subito la finale scudetto perdendo contro il Merano. Nelle stagioni successive emerse come uno dei marcatori più prolifici del campionato, conquistando il titolo di capocannoniere al termine della stagione 1988-1989 con 131 punti in 44 gare.
Dopo un'altra finale persa nel 1990 contro il Bolzano nel 1991 giunse il primo titolo della sua carriera, una Coppa Italia sempre con la maglia dell'Asiago. Dopo due stagioni di inattività nel 1994 si trasferì in Danimarca presso il Vojens Ishockey. Simioni fece un breve ritorno in Italia nella stagione 1997-98 prima di concludere la carriera da giocatore in Galles con i Cardiff Devils e ancora in Danimarca con l'Odense.

### Nazionale
Dopo alcune stagioni trascorse in Italia Simioni poté essere convocato dalla Nazionale. Fra il 1989 e il 1992 disputò tre edizioni del campionato mondiale, due delle quali nel Gruppo B. Nel 1989 concluse il torneo come miglior cannoniere grazie ai 16 punti ottenuti in 7 gare.

### Allenatore
Dopo una stagione da allenatore-giocatore Simioni nel 2000 diventò capo allenatore degli Odense Bulldogs, formazione con cui rimase per quattro stagioni conquistando una Coppa di Danimarca. Dalla primavera fino all'autunno del 2004 fu alla guida dei Krefeld Pinguine, formazione della Deutsche Eishockey Liga tedesca.
Dopo la breve esperienza nella DEL Simioni fece ritorno nella Metal Ligaen danese alla guida del SønderjyskE Ishockey. Nel corso delle otto stagioni con il club di Vojens conquistò numerosi trofei: quattro titoli nazionali, di cui due consecutivi nel 2009 e 2010, oltre a tre edizioni della Coppa di Danimarca. A livello europeo dopo aver sconfitto nel girone di semifinale l'Asiago Simioni condusse il SønderjyskE fino al terzo posto finale della Continental Cup 2010-2011, vinta dai bielorussi dello Junost Minsk.
Al termine della stagione 2012-2013 Simioni lasciò la panchina del club danese. Dopo un anno di inattività nell'estate del 2014 fu ingaggiato dall'HC Bolzano, formazione italiana campione in carica della EBEL, massimo campionato austriaco a carattere sovranazionale. Fu esonerato nel febbraio del 2015. La stagione successiva firmò per un altro team danese, l'Herning Blue Fox, che riuscì a portare alla finale di Continental Cup.
Ha poi allenato per due stagioni i Frederikshavn White Hawks prima di fare ritorno, nel 2018, al SønderjyskE Ishockey. Con la squadra di Vojens ha vinto la IIHF Continental Cup 2019-2020.

## Palmarès

### Giocatore

#### Club
- Coppa Italia: 1

Asiago: 1991
- British National League Playoff: 1

Cardiff: 1998-1999

#### Individuale
- Maggior numero di reti della Serie A: 2

1986-1987 (62 reti), 1988-1989 (73 reti)
- Capocannoniere della Serie A: 1

1988-1989 (131 punti)
- Maggior numero di reti della Alpenliga: 1

1991-1992 (25 reti)
- Capocannoniere della Alpenliga: 1

1991-1992 (54 punti)
- OHL Third All-Star Team: 2

1981-1982, 1982-1983

### Allenatore

#### Club
- Metal Ligaen: 4

SønderjyskE: 2005-2006, 2008-2009, 2009-2010, 2012-2013
- Coppa di Danimarca: 4

Odense: 2002-2003
SønderjyskE: 2009-2010, 2010-2011, 2012-2013
- IIHF Continental Cup: 1

SønderjyskE: 2019-2020